# Válás
A válás (avagy a házasság felbontása) a házasság vagy házastársi egység megszüntetése, a házassággal kapcsolatos jogi kötelezettségek és felelősségek megszüntetése és/vagy átszervezése, a házassági kötelék megszüntetése adott ország és/vagy állam jogszabályai szerint. A válással kapcsolatos jogszabályok világszerte nagyon különbözőek lehetnek, de a legtöbb országban szükséges, hogy bíróság vagy más hatóság jogi folyamatban mondja ki a válást, kitérve közben a házastársi tartásdíj, gyermekelhelyezés, gyermekláthatás, a szülővel töltött idő, gyerektartás, vagyonelosztás, a tartozások elosztása kérdéseire. A legtöbb országban a törvény megköveteli a monogámiát, így a válással lehetővé válik mindkét korábbi partner számára az újraházasodás; azokban az országokban, ahol a többnejűség engedélyezett, de a többférjűség nem, a válással a nő számára lehetővé válik az újraházasodás.
A válás nem azonos a házasság megsemmisítésével, ami a házasságot érvénytelennek nyilvánítja; a különválással, amikor a de facto külön élést jogilag is elismertetnek.
A válásnak számos oka lehet, a szexuális inkompatibilitástól a személyiségek kibékíthetetlen ellentétéig.
A magyar Polgári Törvénykönyv a válásról többek között ezt írja:
„A bíróság a házasságot bármelyik házastárs kérelmére felbontja, ha az teljesen és helyrehozhatatlanul megromlott.”
A hivatalos eljárás során a bíróság rendszerint dönt a házasság felbontásáról, a közös (ingó és ingatlan) vagyon megosztásáról, a közös gyermekek szülői felügyeleti jogának további gyakorlásáról (korábban gyermekelhelyezés) és ennek függvényében szabályozhatja a kapcsolattartás rendjét is. A házas feleknek józanul átgondolt, viszályoktól mentes légkörben meghozott döntés esetén lehetőségük van arra, hogy közös szándékuk bejelentésével és előzetes megegyezésükkel kérjék érvényes házasságuk felbontását. Ebben az esetben a bíróság a hivatalosan előtte megkötött egyezséget hagyja jóvá, amennyiben annak törvényes akadálya nincs. Ilyen lehet valamelyik fél vagy közös gyermek részre jelentős hátrányt okozó megállapodásbeli kitétel.
A házassági szerződés ugyan számos esetben leegyszerűsíti a válással járó procedúrát, de ennek előfeltétele, hogy az minden kérdésre kiterjedő, a hatóság előtt érvényes és betartható legyen. A házassági szerződés akkor érvényes, ha azt közjegyző által készített közokiratba vagy ügyvéd által ellenjegyzett magánokiratba foglalják.

## A válás okai és következményei
Általánosságban az egyik fél által előidézett hűtlenséget, anyagi gondokat, illetve alkoholproblémát szokás emlegetni a házasság további fenntartását ellehetetlenítő körülmények között. Sok esetben nyilvánvaló, hogy a felmerülő vitaforrások rizikója már a házasságkötést megelőzően is fennállt, azonban azt az előidéző titkolta, míg a másik fél kellő rálátás hiányában nem ismerte fel időben.
Azonban a felszín alatt húzódó valódi okok között találjuk azt az igen összetett és komoly társadalmi szocializációs problémát, hogy a felekben házasságkötés előtt nem alakul ki a (külső és belső) konfliktusok megfelelő, érzelmileg érett kezelésének készsége. Emellett óriási gondot okoz a szülőkről való érzelmi leválás hiánya, a már felnőtt gyermekük feletti befolyásuk fennmaradásával visszaélő anyós, ritkábban após[forrás?] jelensége és az otthonról hozott aszociális attitűd kezeletlensége. Ez utóbbi sok esetben nem más, mint a káros szülői minta készségszintű elsajátítása, amin jellemzően csak magas önismerettel rendelkezők képesek önerőből túljutni.
Amikor a korábbi házastársak külön utakra lépve folytatják életüket, sokszor egymás érzelmi elengedésének megélésével küzdenek. Ennek sikertelensége és gátja a bosszú, ami hamar kialakul, amint a másik új párt talál és boldog, kiegyensúlyozott párkapcsolatba kerül. Ilyenkor válik a közös gyermek a gondozó szülő eszközévé, jellemzően a kapcsolattartás akadályozásával, a szülői elidegenítéssel és ellenneveléssel. Mindez beláthatatlanul káros következményekkel jár úgy a gyermekre, mint az elvált szülőkre és azok környezetére is. Az elvált szülők gyermeke gyakorta kerül ún. lojalitás-konfliktusba, azaz (legalábbis a felszínen) választani kényszerül édesanyja és édesapja szeretete között.
Egyes nem reprezentatív felmérések szerint a magyarországi hajléktalan férfiak jelentős többsége a válás következményeként került utcára[forrás?], miután nem tudták egymást kifizetni a közös ingatlanból, de a gyermeket az anyánál helyezte el a bíróság, ezért kényszerűen neki kellett elköltöznie.

## Megelőzés
A váláshoz kapcsolódó tevékenységet folytató szakemberek (pszichológusok, családterapeuták, mediátorok) szerint az önismeret folyamatos fejlesztése mellett legfontosabb a megfelelő szintű őszinte, és időbeni kommunikáció. Számos lehetőség létezik, amit a házasságuk felbontása mellett döntők jelentős többsége nem merít ki mielőtt meghozza döntését. Jelen társadalmunk konfliktuskerülő, egymástól elforduló szociális hangulata mintegy leszoktatta az egymással együtt élő embereket arról, hogy megbeszéljék a problémáikat.
Az önzetlenség előtérbe helyezésével és a vita alapjául szolgáló ok haladéktalan feltárásával a legtöbb esetben a házasság megromlásához, azaz a váláshoz vezető eszkalálódó konfliktus elfajulása elkerülhető.

## Adatok
Magyarországon a válások közel 75%-át a feleségek kezdeményezik.[forrás?]
1977 óta évről évre több házasság szűnik meg, mint amennyi létrejön, azaz mára körülbelül egymillió elvált ember él Magyarországon. Túlnyomó többségük nő.
Az elmúlt 40 évben hozzávetőleg a kétszeresére növekedett a válások száma – a tendencia pedig tovább emelkedik.
|                                 | 1980  | 1990  | 2001  | 2010  | 2011  |
| Ezer házasságkötésre jutó válás | 346,0 | 374,8 | 559,6 | 672,1 | 649,0 |
| ------------------------------- | ----- | ----- | ----- | ----- | ----- |